# Binduga (Stawiguda)
Binduga (früher auch: Winduga, deutsch Wienduga) ist ein Ort in der polnischen Woiwodschaft Ermland-Masuren. Er gehört zur Gmina Stawiguda (Landgemeinde Stabigotten) im Powiat Olsztyński (Kreis Allenstein).

## Geographische Lage
Binduga liegt am Südostufer des Kellaren-Sees (polnisch Jezioro Kielarskie) im Westen der Woiwodschaft Ermland-Masuren, elf Kilometer südlich der Kreis- und Woiwodschaftshauptstadt Olsztyn (deutsch Allenstein).

## Geschichte
Die bis 1945 bestehende Försterei Wienduga, vor 1820 Wiendura genannt, gehörte zum Allensteiner Stadtforst und war ein Wohnplatz der Stadt Allenstein (polnisch Olsztyn). Bei einer Volkszählung am 1. Dezember 1905 hatte die Försterei ein Wohngebäude bei sechs Einwohnern.
Im Jahre 1945 kam Wienduga in Kriegsfolge im Rahmen der Überstellung des gesamten südlichen Ostpreußen an Polen. Die kleine Siedlung erhielt die polnische Namensform „Winduga“, die aber bald durch „Binduga“ abgelöst wurde. Heute ist Binduga „część wsi Ruś“ (= „ein Teil des Dorfes Ruś“ (Reußen)) und in die Landgemeinde Srawiguda (Stabigotten) im Powiat Olsztyński (Kreis Allenstein) eingegliedert, bis 1998 der Woiwodschaft Olsztyn, seither der Woiwodschaft Ermland-Masuren zugehörig.

## Kirche
Bis 1945 war Wienduga in die evangelische Kirche Allenstein in der Kirchenprovinz Ostpreußen der Kirche der Altpreußischen Union, außerdem in die römisch-katholische Kirche (Groß) Bertung (polnisch Bartąg) im damaligen Bistum Ermland eingepfarrt.
Der kirchliche Bezug ist nach 1945 für Binduga gleich: evangelischerseits zur Christus-Erlöser-Kirche Olsztyn, jetzt in der Diözese Masuren der Evangelisch-Augsburgischen Kirche in Polen, sowie katholischerseits zur Pfarrei Bartąg im jetzigen Erzbistum Ermland.

## Verkehr
Binduga ist auf einer Nebenstraße zu erreichen, die bei Zazdrość (Zasdrocz, 1935 bis 1945 Neidhof) von der Woiwodschaftsstraße 598 abzweigt und bis nach Ruś (Reußen) führt. Eine Anbindung an den Bahnverkehr besteht nicht.